# Афарский австралопитек
Афа́рский австралопите́к (лат. Australopithecus afarensis) — вымерший вид австралопитека, семейство гоминидов, живший около 4 миллионов лет назад. Почти нет сомнений, что до того, как афарские австралопитеки вымерли 2,5—3,5 миллиона лет назад, от них прямо или косвенно произошли другие австралопитецины и род Homo.

## Местонахождение
Афарский австралопитек получил своё имя по находкам в так называемом Северном Афарском треугольнике в Эфиопии. Но останки афарского австралопитека были также обнаружены в Омо (Эфиопия), Лаэтоли (Танзания), Кении. Он также обитал в Хадаре, Среднем Аваше, Баринго.

## Физические характеристики
Афарский австралопитек — самый маленький вид австралопитеков. Он, вероятно, имел тёмную кожу и был покрыт волосами. Самцы были больших размеров, чем самки. Рост — 1—1,5 м, масса тела — около 30—60 кг. Мозг афарского австралопитека не отличается большими объёмами (~380—430 см³, что немного больше, чем у шимпанзе). Поэтому, скорее всего, он не мог ещё управлять речью. Обнаружение афарского австралопитека, обладавшего небольшим объёмом мозга, и в то же время ходившего на двух ногах, было большим открытием для палеонтологов всего мира. До этого предполагалось, что увеличение объёма мозга у человеческой трибы Hominini является основным адаптивным изменением. При этом, до 1970-х годов, когда были найдены первые останки афарского австралопитека, было широко распространено мнение, что увеличение объёма мозга предшествует переходу к хождению на двух ногах. Связано это было с тем, что самые древние останки представителей трибы Hominini обладали достаточно большим мозгом (например, у KNM-ER 1470, Homo rudolfensis, останки которого были найдены за несколько лет до открытия останков афарского австралопитека, которую назвали Люси, обладал мозгом объёмом ~800 см³).
Некоторые антропологи предполагают, что афарские австралопитеки были исключительно двуногими существами, ведущими наземный образ жизни. Однако есть предположения, что эти австралопитеки вели преимущественно древесный образ жизни (подтверждение этому — анатомическое строение рук (они более длинные, чем у человека), ног и плеч, которое позволяло им с лёгкостью хвататься за ветви и лазать по деревьям).
Размеры черепа сравнительно невелики, черепная коробка мала, лоб низкий. Имеется надглазничный валик, нос плоский, челюсти с массивными коренными зубами выступают вперёд, подбородочный выступ отсутствует.
Зубная дуга афарского австралопитека несколько напоминает зубной ряд человекообразных обезьян так же, как и большие резцы. В то же время клыки у этого австралопитека крупнее, а подкоренные зубы более примитивные, чем у более поздних гоминид. Отличительными особенностями зубовой дуги афарского австралопитека являются диастема между резцами и клыками, а также толстый слой эмали на коренных зубах, которые довольно сильно стёрты.
Австралопитек из Афара ходил на слегка согнутых ногах, у него были изогнутые кости пальцев рук и ног, а бёдра были похожи на бёдра шимпанзе. Самки имели значительно более близко поставленные бёдра, чем у современных женщин.
Афарские австралопитеки в основном занимались сбором растительной пищи, и, возможно, изготовляли орудия из дерева и камня, чтобы отделить мясо от костей животных, убитых хищниками. Скорее всего, они жили семьями, состоящими из главного самца, которому подчинялись несколько самок.

## Находки
Первые находки останков афарского австралопитека были сделаны недалеко от эфиопского селения Хадар Международной афарской исследовательской экспедицией под руководством Мориса Тайеба и Дональда Джохансона. В 1973 году, во время первого полевого сезона, Джохансон обнаружил хорошо сохранившийся коленный сустав и два фрагмента бедренных костей австралопитека (AL 129-1, ок. 3,3 млн лет). Как и у человека, бедренная кость сочленялась с большеберцовой под углом, что свидетельствовало в пользу прямохождения австралопитеков.
Во время второго полевого сезона в 1974 году экспедиция нашла беспрецедентно полный (около 40 %) скелет самки австралопитека (AL-288-1, ок. 3,2 млн лет), получивший широкую известность под названием «Люси». Находка дала новые свидетельства прямохождения австралопитеков и обнаружила человекоподобные черты в анатомии зубов и челюстей в сочетании с чрезвычайно примитивным строением остальных частей черепа и мозгом, сравнимым по объёму с мозгом шимпанзе. Кроме Люси был найден свод черепа взрослой самки (AL 162-28, 3,15 млн лет) и несколько целых челюстей и их фрагментов (AL 199-1, AL 200-1a).
Во время третьего полевого сезона в 1975 году было найдено несколько хорошо сохранившихся челюстей с зубами, а затем (на участке под номером 333) — групповое захоронение как минимум 13 особей австралопитека (всего более 200 фрагментов костей), включая взрослых, подростков и детёнышей. Находка известна под названием «Первое семейство». Полнота скелетов была значительно хуже, чем у «Люси», однако разнообразие особей, которым они принадлежали, давало богатый материал для исследований. Возраст находки оценивается в 3,2 млн лет. Особо следует отметить достаточно полный череп взрослого самца объёмом около 500 см³ (AL 333-45), череп подростка (AL 333—105), фрагмент стопы с пятью плюсневыми костями и семью фалангами (AL 333—115).
В сезоне 1976 года дали новый ископаемый материал продолжавшиеся раскопки на участке 333, также найден один из лучших известных образцов челюстей австралопитека (AL 400-1) на новом участке на противоположном берегу реки Аваш. Важным результатом этого сезона стали находки примитивных каменных орудий возрастом около 2,5 млн лет, которые, однако, не принадлежали австралопитекам и, видимо, были изготовлены представителями Homo habilis.
В феврале 1992 года в Хадаре группой Джохансона сделано несколько заметных находок: фрагменты скелета, включая лучшие известные образцы локтевой кости и костей запястья австралопитека (AL 438-1) и практически полный (75—80 %) череп взрослого самца (AL 444-2).
В октябре 2000 года в Хадаре группой Дато Адана найден наиболее полно сохранившийся череп взрослой самки возрастом 3,1 млн лет (AL-822-1).
В 2000 году в районе Дикика в 4 км от Хадара группой под руководством эфиопского палеоантрополога Зересаная Алемсегеда был обнаружен, а в 2001 извлечён из грунта череп и значительная часть посткраниального скелета 3-летнего детёныша австралопитека женского пола возрастом около 3,3 млн лет. Находка получила обозначение DIK-1-1, однако более известна под названием «Селам» или «Дитя Люси».
Ниже перечислены наиболее известные ископаемые находки черепов афарского австралопитека с указанием датировок и объёмов черепной коробки.
| Образец    | Неформальное название         | Пол и возраст                  | Объём черепной коробки, см3 | Датировка, млн. лет | Место находки | Год  | Источники         |
| ---------- | ----------------------------- | ------------------------------ | --------------------------- | ------------------- | ------------- | ---- | ----------------- |
| AL 288-1   | Люси                          | 25—30-летняя самка             | 370                         | 3,20                | Хадар         | 1974 | [ 3 ]             |
| AL 162-28  |                               | Взрослая самка                 | 400                         | 3,20                | Хадар         | 1974 | [ 2 ]             |
| AL 333-105 |                               | Подросток неизвестного пола    | 315                         | 3,18—3,22           | Хадар         | 1975 | [ 3 ]             |
| AL 333-45  |                               | Взрослый самец                 | 493                         | 3,18—3,22           | Хадар         | 1975 | [ 3 ]             |
| AL 444-2   |                               | Взрослый самец                 | 550                         | 3,00                | Хадар         | 1992 | [ 2 ]             |
| AL 822-1   |                               | Взрослая самка                 | 385                         | 3,10                | Хадар         | 2000 | [ 2 ]             |
| DIK-1-1    | Селам                         | 3-летний детёныш женского пола | 330                         | 3,30                | Дикика        | 2000 | [ 4 ] [ 5 ] [ 6 ] |
| KSD-VP-1/1 | Кадануумуу, «Большой Человек» |                                | Неизвестен                  | 3,58                | Ворансо-Милле | 2005 | [ 7 ]             |